# María del Pino Papadopoulos Vaquero
María del Pino Papadopoulos Vaquero (San Fernando, Cádiz, 29 de junio de 1933-Madrid, 14 de diciembre de 2013) conocida artísticamente como Miss Mara, fue una trapecista española que, ganó en 1958 el Premio Nacional de Teatro en la categoría de mejor interpretación circense, en 1992 el Premio Nacional de Circo de España y en 2006 la Medalla de Oro al Mérito en las Bellas Artes.

## Trayectoria
Primogénita nacida de la unión entre Remedios Vaquero Canela, malagueña y Miro Papadopoulos, griego y artista del circo. Fue la mayor de siete hermanos: Alberto, Antonio (Toni), Carmen, Jorge, Ángel, Enrique y Pepe; dos de ellos, Toni y Jorge, se convirtieron en funambulistas, conocidos artísticamente como "Los Tonitos". Era, también, prima del artista y empresario de circo, Ángel Cristo.
Papadopoulos, conocida artísticamente como Miss Mara, inició su andadura como trapecista a los cinco años, en el Circo Florida que pertenecía a su familia. Con los años perfeccionó su técnica y sus números fueron reconocidos por el balanceo y la fuerza sobre el trapecio, en los que incluía descenso o resbalada desde las corvas hasta los talones, suspensión con un solo pie, sujeción con el cuello y suspensión horizontal, todos ellos realizados a grandes alturas y sin mecánica (loncha) de seguridad.
Durante la Feria de Sevilla de 1945, el empresario Juan Carcellé quiso contratarla para sus espectáculos pero no pudo porque aún era menor de edad. En 1948 su padre vendió el circo y Papadopoulos comenzó a trabajar en el Circo Segura, donde conoció a la también trapecista española, Pinito del Oro –quién posteriormente se convertiría en su amiga– y donde sufrió su primer accidente al caerse del trapecio que la apartó de su trabajo por un mes.
En 1950, se casó en Sevilla, con Enrique Campos Muñoz, matrimonio que duró 18 años. Juntos compraron el Circo Casablanca, que perdieron en un incendio mientras se presentaban en Badajoz. Este mismo año, la contrató el Ringling Brothers and Barnum & Bailey Circus para una temporada de cinco años por los Estados Unidos. El 1 de marzo de 1951, nació en Sevilla, su primera y única hija, Enriqueta. El 11 de septiembre de 1953, mientras actuaba en el Palacio de Deportes de Tacoma (Washington), sufrió una grave caída desde 14 metros de altura que le llevó a tener complicadas fracturas y varias vértebras rotas, a estar dos años hospitalizada y someterse a siete operaciones. Contra todo pronóstico médico, Papadopoulos se recuperó y en marzo de 1955, reapareció en el Madison Square Garden de Nueva York, frente a 18 mil espectadores, acompañada de una transmisión por televisión para todo el país y la publicación de noticias sobre su regreso en muchos periódicos.
Regresó a España en 1958 para actuar en el desaparecido Circo Price de Plaza del Rey y en el Circo Americano. Al año siguiente, en 1959 viajó de nuevo a Estados Unidos para trabajar con el Ringling hasta 1961, año en el que vuelve a España para unirse a la gira europea del Spanischer National Circus.
Durante las décadas de los años 1960 y 1970, se presentó en países como Francia, en los circos Medrano y Buglione, en Suecia con el Circo Scott, en Italia con el Circo Togni, en Atenas con el Circo Nacional de México, en Alemania en el Circus Krone, en Mónaco, Suiza, Yugoslavia y Rumania. También fue entrevistada para The Ed Sullivan Show y actuó con artistas como Frank Sinatra y Elvis Presley. Papadopoulos, se retiró del escenario en 1980, en el Circo Atlas de los Hermanos Tonetti.
Posteriormente fue miembro del Consejo de Circo del Ministerio de Cultura, y en sus últimos años presidenta del Club de Payasos y Artistas de Circo Español.
Murió en la Clínica La Moraleja de Madrid, en diciembre de 2013.

## Reconocimientos
Papadopoulos recibió diferentes reconocimientos a su trayectoria. En 1958, fue reconocida con el Premio Nacional de Teatro en la categoría de mejor interpretación circense, con una dotación de 10 000 pesetas. En 1963 recibió el Premio de la Federación Internacional del Circo de Viena, en 1976, el Oscar del VI Festival Mundial del Circo, denominado Trofeo 'Alfredo Marquerie' otorgado por la Asociación de la Prensa de Madrid, y en 1988, la Medalla de Oro del I Congreso Internacional de los Amigos del Circo, celebrado en Madrid.
En 1992 fue galardonada por el Ministerio de Cultura de España con el Premio Nacional de Circo, por su meritoria labor artística en el ámbito circense, convirtiéndose en la tercera artista de circo y la segunda mujer en recibirlo. Años más tarde, en 2006, fue condecorada con la Medalla de Oro al Mérito en las Bellas Artes, en la modalidad de circo, que otorga el Ministerio de Cultura de España a las personas o instituciones que destacan en los diferentes campos de las artes.
En 2015 fue admitida en el International Circus Hall of Fame, galardón que desde 1958 reconoce a los más importantes artistas de circo, músicos, promotores, periodistas y dueños de espectáculos circenses del mundo. Los nominados son analizados y escogidos por un jurado, el ganador se anuncia y celebra durante la semana del circo, en el mes de julio en el Peru Circus Winter Quarters, ubicado en Indiana; convirtiéndose, además, en la segunda artista española y mujer que, después de Pinito del Oro, hasta este año, había sido incluida.
En agosto de 2016, el Ayuntamiento de Madrid bautizó una plaza de Moratalaz, barrio donde residió Papadopoulos, como Jardines de Miss Mara. El 19 de abril de 2018 se realizó un homenaje a Miss Mara con motivo del Día Mundial del Circo en el marco de la programación de CiudaDistrito, en el distrito de Moratalaz de Madrid.
El Teatro Circo Price de Madrid produjo el espectáculo Miss Mara. Quien se reserva no es artista, con dirección de la compañía Teatro en Vilo y la participación de la actriz Fátima Baeza, impulsora de la investigación y el homenaje a Miss Mara y las trapecistas Graziella Galán y Sabrina Catalán, que se presentó del 9 al 12 de mayo de 2019.
El museo español Circusland, ubicado en Besalú, exhibe dentro de su colección uno de sus trajes.